# 독일 문화원
괴테 인스티투트(독일어: Goethe-Institut) 또는 독일 문화원은 해외에 독일어와 독일문화를 알리고 국제문화교류 활동을 지원하는 독일의 비영리 문화기관이다. 괴테 인스티투트는 1925년 설립되었던 독일 아카데미(Deutsche Akademie)를 계승하여 1951년에 설립되었다. 명칭은 독일의 대문호 괴테 (Johann Wolfgang von Goethe)에서 유래했다.

## 활동
독일연방공화국 외무부로부터 재정적 원조를 받고 있으나, 독자적으로 운영하고 있다. 독일어 서적을 갖춘 도서관을 비롯하여 어학 강좌를 운영하고 어학능력시험과 교육센터를 갖추었다. 또한 정통 독일어 교육은 물론 독일에 관한 문화·사회·정치 관련 정보를 제공하고 문화 전파 뿐 아니라 영화나 음악 등의 문화분야에서의 문화교류 또한 추진하고 있다. 그리고 독일의 공·사립 문화단체와 주(州), 지역사회, 경제계의 파트너로서도 활동하고 있다. 현재 92개국에 149개의 문화원과 10개의 연락사무소가 세워져 있으며, 본부는 독일 뮌헨(München)에 있다.

## 연혁
- 1951년 독일 아카데미(Deutsche Akademie)를 계승하여 세워졌다. 첫 번째 임무는 독일 내에 독일어 강사를 훈련시키는 것이었다.
- 1953년 첫 번째 언어 강좌가 시작되었다. 교재는 지금은 "Schulz-Griesbach"이라 불리는 교재를 사용하였다.
- 1953-1955년 German Academy로부터 외국인 교육에 관한 업무를 넘겨받았다.
- 1959-1960년 미술 분야를 시작으로 해서 해외의 독일 문화기관들의 업무를 인수했다.
- 1968년 학생혁명에 영향을 받아 사회 정치적 컨텐츠들과 아방가르드한 예술을 포함하여 프로그램을 재조정한다.
- 1980년 Bavaria등의 작은 도시에 있던 기관들이 도시와 대학에 있는 기관들로 대체되었다.
- 1989-1990년 베를린 장벽의 붕괴로 동유럽에 새로운 지부들을 설립했다.
- 2004년 조선민주주의인민공화국에 서양국가 최초로 기관을 설립했다.
- 2005년 스페인으로부터"Prince-of-Asturias"상을 수상했다.

## 기관
약 3300명의 직원을 고용하고 있고 약 2억7800만 유로의 예산을 보유하고 있다. 독일어 교사가 되고 싶어하는 외국인 학생에게 장학금을 지급하기도 한다. Klaus-Dieter Lehmann이 괴테 인스티투트장을 맡고 있다.

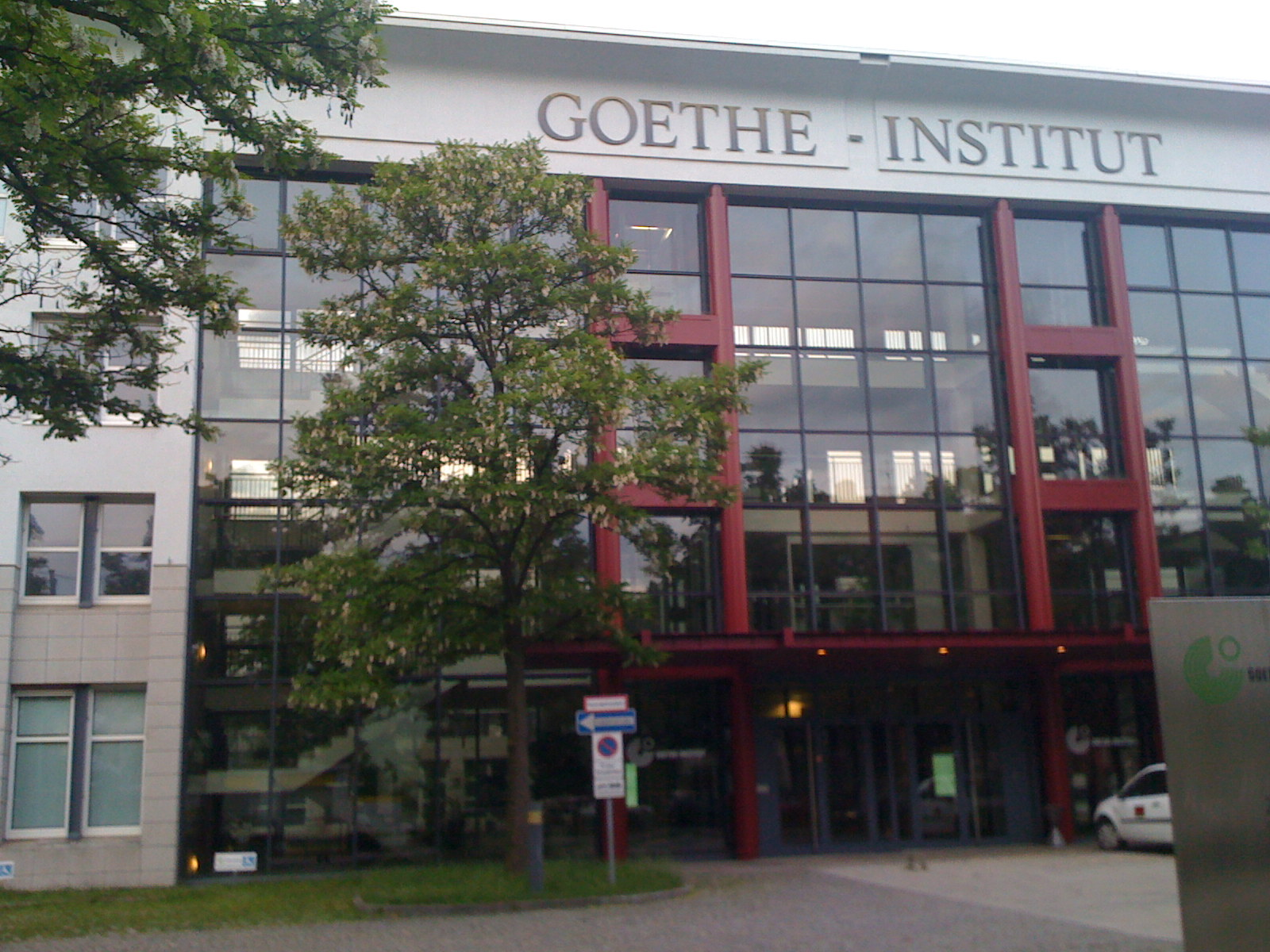
뮌헨 독일문화원

## 독일어시험 운영
연구소는 모든 수준에서 외국어로서의 독일어 (Deutsch als Fremdsprache) 학습자를 위해 시험 시리즈를 개발했다. 단계는 A1부터 C2까지 있으며, 이러한 단계별 학습은 독일과 해외에서 다 이루어질 수 있다. 또한, 이것은 ‘언어에 대한 참조의 일반적인 유럽 프레임 워크’ (CEFL), 유럽 언어 테스트의 표준에 맞게 조정되었다. 가장 높은 CEFL 레벨보다 높은 레벨에 Großes Deutsches Sprachdiplom 도 있다. 아래는 괴테 인스티투트에서 시행되는 기본적인 단계별 시험에 관한 표다.
| CELF 레벨 | 독일문화원 시험                                                                       | 필요 교육 시간                 |
| --------- | ------------------------------------------------------------------------------------- | ------------------------------ |
| C2        | Zentrale Oberstufenprüfung, Kleines Deutsches Sprachdiplom                            | 750-900(둘 다)                 |
| C1        | Goethe-Zertifikat C1 - Zentrale Mittelstufenprüfung (neu), Prüfung Wirtschaftsdeutsch | 600-750(둘 다)                 |
| B2        | Zertifikat Deutsch für den Beruf, Goethe-Zertifikat B2                                | 375-540(ZDfB), 450-600 (GZ B2) |
| B1        | Zertifikat Deutsch                                                                    | 300-450                        |
| A2        | Start Deutsch 2                                                                       | 128-255                        |
| A1        | Start Deutsch 1                                                                       | 64-128                         |

2000년, 괴테 인스티투트는 학술 테스트 개발(Gesellschaft für Akademische Testentwicklung e.V.)을 설립하는 데 도움을 주었다. TestDaF 시험의 결과는 하겐의 TestDaF-Institut에서 운영하고 있다. 시험은 독일 학술 교류처(DAAD)에서 지원하며 독일 대학, 학계에서 공부하고자 하는 사람들과 과학자들을 대상으로 하고 있다. TestDaF는 독일에서뿐만 아니라 65개국의 다른 국가에서도 응시 가능하다.

## 주한독일문화원
괴테 인스티투트의 외국지부인 주한독일문화원(Goethe-Institut Seoul)은 1968년 설립된 이래 1969년부터 활동을 시작하였으며, 1978년 남산에 신축건물을 마련하였다. 주한독일문화원은 서울특별시 용산구 소월로 132에 소재하고 있고 다양한 문화행사를 개최하고 지원하며, 어학 수업을 주제로 한 워크숍, 세미나, 심포지엄을 개최한다. 2004년부터 북한 프로젝트를 실시하여 남북한 내에서 문화교류 사업을 펼치고 있다. 2008년에는 개관 40주년 행사를 열기도 했다. 한 해 3000명 이상의 수강생이 문화원 어학 과정에서 독일어를 배우고 있다. 서울외 지역에는 재부산독일영사인 카를 슈미트케(Karl Schmidtke)가 개인적으로 운영하는 부산독일문화원(Goethe-Zentrum Busan)이 있었으나 현재는 부산대학교에 주한독일문화원 부산 분원이 생겼다 이밖에도 대구나 광주,대전에도 분원이 존재한다

## 같이 보기
- 독일계 미국인
- 공공외교
- 영국 문화원